# Juan Alonso Pérez de Guzmán (1410-1468)
Juan Alonso Pérez de Guzmán (Niebla, 1410-Sevilla, diciembre de 1468), VI señor de Sanlúcar, III señor de Ayamonte, Lepe y La Redondela (por pleito con su tío con sentencia de 1444), III conde de Niebla y I duque de Medina Sidonia desde el 17 de febrero de 1445 y confirmado el 15 de febrero de 1460 pero con sucesión solo a hijos ilegítimos.

## Origen familiar
Noble castellano perteneciente a la casa de Medina Sidonia, hijo de Enrique de Guzmán, II conde de Niebla, V señor de Sanlúcar, II señor de Lepe y La Redondela, y de su esposa Teresa de Orozco, hija de Lorenzo Suárez de Figueroa, maestre de la Orden de Santiago, y de su segunda esposa, de quien fue tercero esposo, María de Orozco, señora de Santa Olalla y de Escamilla.

## Biografía
Durante su vida, que vino marcada por la pertenencia a su linaje, pronto fue como sus ancestros adelantado mayor de Andalucía, en el tiempo de Enrique III, Juan II y Enrique IV de Castilla. Participaría en todas las guerras de su época y ayudó a terminar la reconquista con el levantamiento de levas a su coste, así como el mantenimiento de su propio ejército llevando al reino de Granada a su próxima caída en 1492.

## Descendencia
Se casó en 1434 con María de la Cerda y Sarmiento (m. Medinaceli, 1468), señora de Huelva y de la Isla de Saltés, hija de Luis de la Cerda y Mendoza, III conde de Medinaceli, y de su primera esposa Juana Sarmiento, con quien no tuvo sucesión.
Con Isabel de Fonseca y Ulloa, también llamada Isabel de Meneses, (c. 1420-1494), hermana de Alonso de Fonseca y Ulloa, señor de las villas de Coca y de Alaejos y arzobispo de Sevilla, tuvo dos hijos, que legitimaría en 1468: 
- Enrique de Guzmán, que le sucedió en su casa, como II duque de Medina Sidonia;
- Álvaro de Guzmán, señor de la Torre del Maestre, Monturque, la Palmosa y Alhocen, casado con María Manuel de Figueroa, hija del I conde de Feria, con descendencia.

Con su media prima hermana Elvira de Guzmán, hija de Álvar Pérez de Guzmán, VIII señor de Orgaz, y de su esposa Beatriz de Silva y Tenorio, tuvo una hija:
- Teresa Pérez de Guzmán y Guzmán (n. 1446),[3] V señora de Lepe y La Redondela y IV señora de Ayamonte, casada en 1460 con Pedro de Zúñiga y Manrique de Lara, hijo primogénito de Álvaro de Zúñiga y Guzmán, II conde de Plasencia y I duque de Béjar, con descendencia.[3]

Con su prima hermana Urraca de Guzmán el Bueno y Figueroa, hija de su tío Alfonso Pérez de Guzmán y Castilla, II señor de Ayamonte, Lepe y La Redondela, y de su esposa Mencía de Figueroa, tuvo dos hijos, que fueron conocidos como el linaje de los Urracos de Guzmán, bien conocidos en la aristocracia de su época y de la que descienden muchas casas nobles: 
- Juan Urraco de Guzmán "El Bueno", IV señor de Lepe y La Redondela, fue capitán de carrera militar, casado con Leonor de Cárdenas, hija de Alonso de Cárdenas, maestre de la Orden de Santiago,[3] y de su esposa Leonor de Luna, con descendencia.
- Lorenzo Urraco de Guzmán el Bueno,[3] nacido en 1447, fue clérigo de profesión.[3]

Con Catalina de Gálvez, hija del alcaide de Sanlúcar, tuvo tres hijos: 
- Fadrique de Guzmán, que fue casado y dejó sucesión por las provincias de Huelva, Córdoba y Sevilla.
- Alfonso de Guzmán, fallecido en batalla en 1473 con su hermano, soltero y sin sucesión.
- Pedro de Guzmán conocido como «el del Lunar», fallecido en un enfrentamiento en 1473 junto con su hermano, estaba casado con una hermana de Leonor de Cárdenas, hija de Alonso de Cárdenas, maestre de la Orden de Santiago, y de su esposa Leonor de Luna, pero no dejó descendencia.